# Международная федерация университетского спорта
Международная федерация университетского спорта (FISU; фр. Fédération internationale du sport universitaire, англ. International University Sports Federation) — международная спортивная организация, созданная для развития и продвижения спорта среди студентов всего мира. Штаб-квартира организации находится в Лозанне (Швейцария).
Федерация координирует деятельность 174 национальных федераций студенческого спорта, входящих в её состав. Под её эгидой каждые два года проводятся Летняя и Зимняя Универсиада — аналог Олимпийских игр, проводящийся среди студентов.

## История
Международная федерация студенческого спорта официально была образована в 1949 году. Её происхождение связано с первыми Всемирными играми студентов, которые состоялись в мае 1923 года в Париже. Организатором студенческих игр выступил французский педагог и учёный Жан Петитжан, соратник Пьера де Кубертена.
В 1924 году на Международном спортивном конгрессе университетов в Варшаве было принято решение о создании Международной конфедерации студентов (МКС). За время деятельности МКС, вплоть до 1939 года, было проведено еще восемь игр.
Международная студенческая спортивная деятельность была прервана Второй мировой войной. Традиции международных студенческих соревнований вновь возродились в 1947 году, когда созданный Международный союз студентов (МСС) и его спортивный отдел, а позднее спортивный совет, провели зимние игры в Давосе (Швейцария), а летние — в Париже (Франция).
В 1948 году по предложению ряда европейских стран в Люксембурге была создана правопреемница Международной конфедерации студентов — Международная федерация университетского спорта (FISU), которая официально обрела свой статус в 1949 году.
Первым президентом FISU стал Пауль Шлеймер — физик и математик из Люксембурга. Он руководил FISU 12 лет. Его сменил известный итальянский спортивный функционер Примо Небиоло, с именем которого связано активное развитие Всемирных универсиад и международного студенческого спортивного движения в целом. В 1999—2011 годах FISU возглавлял Джордж Киллиан. 9 августа 2011 года на заседании Исполкома FISU в г. Шэньчжэне (КНР) президентом FISU был избран Клод-Луи Галльен. 8 ноября 2015 года на заседании Исполкома FISU в г. Лозанна (Швейцария) новым президентом FISU был избран россиянин Олег Матыцин, президент Российского студенческого спортивного союза, набрав при голосовании 102 голоса «за» из 128 голосовавших. 23 марта 2021 года Матыцин приостановил деятельность на посту президента.

## Деятельность
Миссия FISU заключается в участии в воспитании лидеров завтрашнего дня через продвижение олимпийских ценностей среди студентов и молодежи, через укрепление связи между образованием и спортом.
С 1959 г. FISU каждые 2 года проводит всемирные студенческие игры — Универсиады, участие в которых могут принимать студенты университетов в возрасте от 17 до 25 лет. Ближайшие Универсиады пройдут в Красноярске (зимняя, 2019 г.)., Неаполе (летняя, 2019 г.) и Люцерне (зимняя, 2021 г.). Кроме того, в четные годы между Универсиадами ФИСУ проводит чемпионаты мира среди студентов по видам спорта, не вошедшим в программу Универсиад. В 2016 г. в мире прошло 33 таких чемпионата.
На заседании Генеральной Ассамблеи FISU 18 августа 2017 г. была принята Глобальная стратегия FISU, которая предполагает два ключевых направления — взаимодействие с мировым спортивным сообществом (акцент на цели и задачи Олимпийской повестки дня 2020, развитие связей с МОК, международными спортивными федерациями и национальными олимпийскими комитетами), а также активное развитие связей с международным университетским сообществом (вовлечение университетов в международный студенческий спорт, создание новых проектов на стыке образования и спорта).
В рамках реализации своей обновленной повестки FISU в ноябре 2016 г. подписала меморандум с МОК, в рамках которого две организации будут совместно работать над программами «двойной карьеры» для спортсменов, обмениваться опытом проведения крупных международных спортивных мероприятий и способствовать активному участию университетов в Олимпийском движении.
В области спортивной программы наиболее важным изменением является перевод чемпионатов мира среди студентов по ряду популярных видов спорта в формат международных студенческих лиг, в которых будут участвовать не национальные команды, а университеты. ФИСУ уже реализует совместно с ФИБА проект Международной студенческой лиги по баскетболу 3х3, а в 2019 г. впервые состоится финал университетского кубка мира по футболу, который примет город Цзиньцзян (КНР).
Планируется реформа программы образовательных мероприятий ФИСУ (Форума и Конференций) с целью их превращения в авторитетные площадки по вопросам развития спорта и высшего образования с участием ведущих университетов, МОК, ЮНЕСКО, ВАДА и т. д. Также, будет расширяться программа «Наблюдатель» (Observer), в рамках которой на Универсиады с целью получения опыта приезжают представители организационных комитетов будущих спортивных соревнований, в том числе и Олимпийских игр.
Предполагается дальнейшее развитие ежегодного проекта Международного дня студенческого спорта 20 сентября на базе университетов, который был утвержден ЮНЕСКО по инициативе ФИСУ.
Также, в рамках реализации своей антидопинговой образовательной повестки ФИСУ будет продолжать активную работу с университетами по распространению своего учебного пособия по противодействию допингу.
В целях развития спортивного волонтерства ФИСУ начиная с 2017 г. реализует в Казани проект «Международная академия лидеров волонтерского движения» для представителей университетов со всего мира.
В 2017 г. также планируется запуск программы «Послы ФИСУ», нацеленной на популяризацию спорта среди широкой студенческой аудитории с помощью известных спортсменов.
В настоящее время ведется работа по созданию Ассоциации городов Универсиады — организации, которая объединит десятки городов, уже проводивших, либо планирующих организовать Универсиады.
Начиная с 2019 г. ФИСУ планирует изменение формата эстафеты огня перед Универсиадами. Местом старта эстафеты станет столица первой Универсиады — Турин, а маршрут пройдет по университетским кампусам на 5 континентах, представленных в ФИСУ.

## Структура
FISU — ведущая организация в сфере международного университетского спорта. Она объединяет 174 национальные федерации студенческого спорта, а также 5 ассоциированных членов — континентальных ассоциаций (европейскую (EUSA), азиатскую (AUSF), африканскую (FASU), американскую (FISU America) и тихоокеанскую (FISU Oceania).
Национальные федерации студенческого спорта образуют Генеральную Ассамблею FISU, заседания которой проводятся каждые два года. В ходе сессий Генеральной Ассамблеи вырабатываются ключевые решения FISU, в том числе в области финансов, правил организации соревнований и т. д.
Каждые 4 года Генеральная Ассамблея выбирает состав Исполнительного Комитета. В него входят президент, первый вице-президент, четыре вице-президента, казначей (treasurer), старший член исполкома (senior Executive Committee Member), 15 членов исполкома (Executive Committee Members), а также пять представителей континентальных ассоциаций.
Заседания Исполнительного комитета проводятся два раза в год.
Восемь членов Исполнительного комитета образуют Руководящий комитет, в который входят президент, все вице-президенты, казначей и старший член исполкома. Руководящий комитет проводит встречи четыре раза в год.
Этот комитет представляет Совет директоров FISU.
Текущую деятельность FISU обеспечивает работа Секретариата со штаб-квартирой в Лозанне, Швейцария. Сотрудники секретариата во главе с Генеральным секретарем обеспечивают подготовку к мероприятиям FISU, поддерживают связи с международными спортивными федерациями и иными организациями, организуют встречи руководящих органов FISU и т. д.
В структуру FISU также входят 15 комитетов по различным направлениям деятельности: юридический, образовательный, медицинский, финансовый, комитет по развитию, а также комитеты, контролирующие подготовку к Универсиадам и их соответствие международным стандартам и требованиям.
С 2015 года президентом FISU является Олег Матыцин. 23 марта 2021 года Матыцин приостановил деятельность на посту президента FISU. Решение связано с санкциями Всемирного антидопингового агентства, введёнными из-за фальсификации базы данных Московской антидопинговой лаборатории — российским чиновникам запрещено занимать руководящие должности в международных спортивных федерациях в течение двух лет. Исполнять обязанности руководителя федерации будет первый вице-президент FISU Леонц Эдер.